# Turbodétendeur-générateur à hydrogène
Un turbodétendeur-générateur à hydrogène est une turbine d'expansion à flux axial ou un détendeur radial pour la récupération d'énergie à travers lequel de l'hydrogène sous haute pression est détendu pour produire un travail qui est utilisé pour entraîner un générateur électrique. Il remplace la vanne de régulation ou le régulateur où la pression chute à la pression appropriée pour le réseau basse pression. Un turbodétendeur-générateur peut aider à récupérer les pertes d'énergie et à compenser les besoins électriques et les émissions de CO2. 

## Application
Les turbodétendeurs-générateurs à hydrogène sont utilisés pour le transport par pipeline d'hydrogène en combinaison avec des compresseurs d'hydrogène et pour la récupération d'énergie dans les stockage souterrain d'hydrogène. Une variante sont les turbodétendeurs chargés par compresseur qui sont utilisés dans la liquéfaction de gaz tels que l'hydrogène liquide.

## Sources et références
1. ↑  Improve Energy Efficiency Using Expanders
2. ↑  Achieving and demonstrating vehicle technologies engine fuel efficiency milestones-Pag.18